# Blíž ke hvězdám
Blíž ke hvězdám je první koncertní album zpěvačky Ewy Farné. Záznam koncertu byl pořízen na stejnojmenném turné. Album se skládá z CD a DVD a kromě záznamu z koncertu obsahuje všechny do té doby natočené videoklipy.
Album se v ČR stalo nejprodávanějším hudebním DVD roku 2008.

## Seznam skladeb

### DVD
1. Blíž ke hvězdám
2. Víkend
3. Zavři oči
4. Bez tebe
5. Kočka
6. Nebojím se
7. Jen spát
8. Tam gdzie ty
9. Jak motýl
10. Lalalaj
11. Ticho
12. Ponorka
13. Případ ztracenej
14. Jaký to je
15. Měls mě vůbec rád
16. Něco nám přejte

### Videoklipy
1. Boží mlejny melou
2. Jaký to je
3. Lalalaj
4. Ticho
5. Zapadlej krám
6. Měls mě vůbec rád + Ewa sólo na bicí

### CD
1. Blíž ke hvězdám
2. Víkend
3. Zavři oči
4. Bez tebe
5. Kočka
6. Nebojím se
7. Jen spát
8. Tam gdzie ty
9. Zapadlej krám
10. Jak motýl
11. Lalalaj
12. Ticho
13. Ponorka
14. Případ ztracenej
15. Jaký to je
16. Měls mě vůbec rád
17. Něco nám přejte
18. Boží mlejny melou (studiová nahrávka)